# Pseustophylla
Pseustophylla är ett släkte av skalbaggar. Pseustophylla ingår i familjen Melolonthidae.
Kladogram enligt Catalogue of Life:
| Pseustophylla | \| \| Pseustophylla fervida \| \| \| \| \| \| Pseustophylla pretoriana \| \| \| \| |
|               | \| \| Pseustophylla fervida \| \| \| \| \| \| Pseustophylla pretoriana \| \| \| \| |
|               | Pseustophylla fervida                                                              |
|               |                                                                                    |
|               | Pseustophylla pretoriana                                                           |
|               |                                                                                    |